# Taco Ockerse
Taco Ockerse (Jakarta, 21 juli 1955) is een in Indonesië geboren Nederlandse zanger die vooral rond de jaren tachtig in oude stijl zong, maar met begeleiding van synthesizers. Hij is vooral bekend geworden met Puttin' on the Ritz. Dit nummer bereikte in Nederland in de Top 40 de 12e plaats op 16 april 1983. In Amerika had het nummer veel meer succes: het bereikte een vierde plaats in de Billboard Hot 100, een eerste plaats in de Cashbox Top 100 en verkocht meer dan een miljoen exemplaren in Amerika. (Dat laatste lukte slechts vier andere Nederlandse singles: Venus van Shocking Blue, Ma belle amie van de Tee Set, How Do You Do van Mouth & MacNeal en Give me everything van Afrojack c.s.).
Een ander nummer met enige bekendheid is Cheek to Cheek. Dat kwam echter niet hoger dan plaats 14 in de Tipparade op 9 juli 1983.
Later is zijn repertoire moderner geworden. In de loop der jaren zijn zijn nummers diverser geworden en heeft hij ook een aantal dance- en disco-nummers gezongen.
Met Ronald Hoth vormt hij de groep Taron X.

## Discografie
- 1982: After Eight (RCA Records)
- 1984: Let's Face The Music And Dance (RCA Records)

- Bibsys: 11031769
- Bibliothèque nationale de France: cb14231391w (data)
- Gemeinsame Normdatei: 134535685
- International Standard Name Identifier: 0000 0000 5546 652X
- Library of Congress Control Number: n96004850
- MusicBrainz: 80da83e1-644f-43a7-8db1-143bfd0030d1
- Nationale Bibliotheek van Polen: a0000002985823
- Nederlandse Thesaurus van Auteursnamen: 070574405
- Virtual International Authority File: 14145970312732252250